# Feli
Feli, pseudonimo di Felicia Donose (Sebeș, 15 giugno 1986), è una cantante rumena.

## Biografia
Originaria di Sebeș, del distretto di Alba, è salita alla ribalta nel 2012 in seguito alla sua partecipazione a Vocea României, la versione nazionale di The Voice, dove ha raggiunto la semifinale. Ha in seguito firmato un contratto con la HaHaHa Production, etichetta per mezzo la quale nel 2017 è uscito il primo album in studio Eu sunt Feli, promosso dalla hit Acasă, che si è collocata in top five nella Romanian Top 100. Il successo riscontrato da Timpul nel corso dell'anno precedente le ha permesso di ottenere una candidatura come Best Romanian Act agli MTV Europe Music Awards, oltre la vittoria di un Media Music Award.
Nel 2018 ha partecipato con il pezzo Bună de iubit (Royalty) all'annuale Selecția Națională, il processo di selezione eurovisiva rumeno, dove è arrivata in finale, classificandosi al 3º posto con 2 862 punti totalizzati. Tre anni dopo è stato pubblicato il secondo disco Feli din poveste, anticipato da diversi estratti, tra cui Frunze cad e Banii n-aduc fericirea, posizionatisi rispettivamente alla 6ª e 4ª posizione della graduatoria nazionale.

## Discografia

### Album in studio
- 2017 – Eu sunt Feli
- 2021 – Feli din poveste

### Singoli
- 2015 – Cine te crezi
- 2015 – Creioane colorate
- 2016 – Va urma
- 2016 – Timpul
- 2017 – Ceartă artă (feat. Connect-R)
- 2017 – Acasă
- 2018 – Facil de amar
- 2018 – Doua inimi
- 2019 – Hainele și carnea
- 2019 – Iubeste-ma frumos
- 2019 – Omule, deschide ochii
- 2019 – Când răsare Soarele
- 2019 – Frunze cad
- 2019 – Ultimul val (con Jean Gavril)
- 2020 – Sus pe munte
- 2020 – Împreună
- 2020 – Mă strigă mama
- 2020 – Banii n-aduc fericirea (con Grasu XXL)
- 2020 – Amintirile
- 2020 – Du-te dorule
- 2020 – Vântul bate
- 2021 – Bade, tu ești pui de drac
- 2021 – Iub (con Emilian)
- 2021 – Puiule, puiutule
- 2021 – Chiar de azi
- 2021 – Adu-ti aminte
- 2021 – Mos Craciun esti si tu
- 2022 – Flori de argint
- 2022 – Liberă din nou (con Jean Gavril)
- 2022 – Când te țin în brațe
- 2022 – Dragoste nebună
- 2022 – Promit
- 2022 – Ozymandias (con Dorian)
- 2023 – Tu, poezie
- 2023 – Iubirea ca la piață
- 2023 – Baby Come Back (con Tobi Ibitoye)
- 2023 – Până-n zori (con Nane)
- 2024 – Flori de lavandă (con Keed)
- 2024 – Ne iubim
- 2024 – Ce bibe e
- 2024 – Colind (con Damian Drăghici)
- 2024 – Navidad contigo (con Diego Alonso, Renatta Leal e Facundo Becerra)
- 2024 – Moș Crăciun ești și tu
- 2025 – Game On
- 2025 – Fostu' (con Grasu XXL)